# 死せる王女のための孔雀舞
死せる王女のための孔雀舞（しせるおうじょのためのパヴァーヌ）は、佐藤史生による短編漫画作品およびそれと主人公をおなじくする短編連作の総題である。この主人公・加賀見七生子（かがみ なおこ）がはじめて登場した作品は『グレープフルーツ』（第1号、1981年7月25日）掲載の「雨男」である。その後、同誌に「死せる王女のための孔雀舞」（第2号、1981年11月25日）、「さらばマドンナの微笑」（第4号、1982年5月25日）、「我はその名も知らざりき」（第7号、1982年12月25日）が掲載された。連作全体を指す名称として、『七生子シリーズ』（なおこシリーズ）を使うこともある。思春期の少女の「成熟」を描く心理劇であり、独自の世界を構築したサイエンス・フィクションで知られる佐藤作品としては異色とされる。
単行本として、1983年に新書館から『死せる王女のための孔雀舞: 七生子シリーズ』（Paper moon comics）が刊行されている。上記4作品のほかに「夢喰い」（1982年）を収録。佐藤の死後の2012年に「佐藤史生コレクション」中の1冊として復刊ドットコムが刊行した『死せる王女のための孔雀舞』は、これら5作品のほか佐藤がデビュー前後に坂田靖子主宰の同人誌『ピグマリオン』に寄稿した「一角獣にほほえみを」（1976年）と「マは魔法のマ」（1977年）を収める
。